# ستيف فاغنر (لاعب كرة قدم أمريكية)
ستيف فاغنر (بالإنجليزية: Steve Wagner)‏ هو لاعب كرة قدم أمريكية أمريكي، ولد في 18 أبريل 1954 في ميلواكي في الولايات المتحدة.

## وصلات خارجية
- ستيف فاغنر على موقع مرجع كرة القدم المحترفة.كوم (الإنجليزية)